# (20430) Stout
(20430) Stout (1999 AC3) – planetoida z pasa głównego asteroid okrążająca Słońce w ciągu 4,31 lat w średniej odległości 2,65 j.a. Odkryta 10 stycznia 1999 roku.